# Gos de pastor holandès
El gos de pastor holandès o pastor holandès és una raça de gos autòctona dels Països Baixos. Històricament s'associa al gos de pastor belga, amb avantpassats comuns, provinents de la mateixa regió, que van quedar dividits durant la creació de l'estat de Bèlgica el 1830. Es creu que el Schipperke comparteix avantpassats amb aquestes dues races, tot i que les línies de cria dels pastors holandesos i belgues es devien separar de les del Schipperke molt abans, potser durant l'edat mitjana o el Renaixement perquè l'estàndard d'aquest petit gos es va definir i inscriure ja el 1889. També compartien un origen proper amb el pastor alemany original.
- Comparatiu de les dues races fa un segle, el tercer és Horand von Grafrath, el primer pastor alemany inscrit com a tal i el quart és un schipperke de la mateixa època:

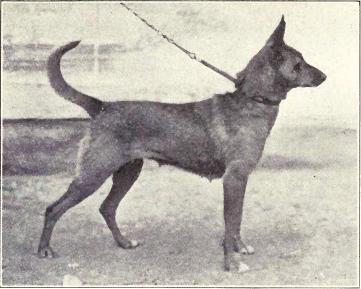
Pastor holandès del 1915.
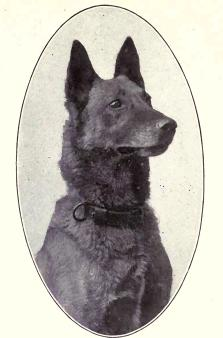
Pastor belga del 1915.
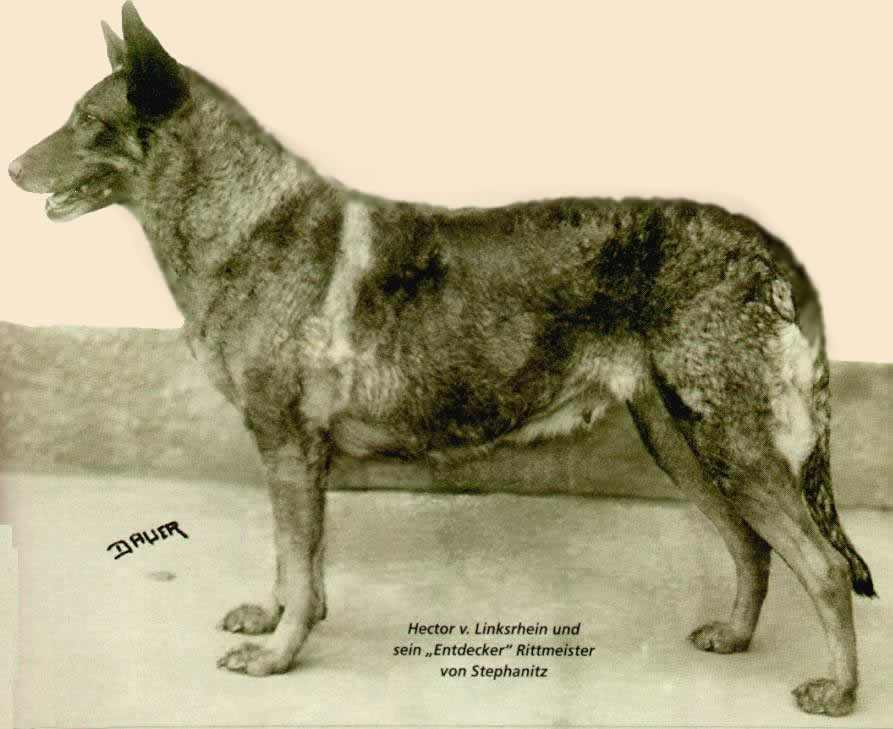
Pastor alemany del 1899.
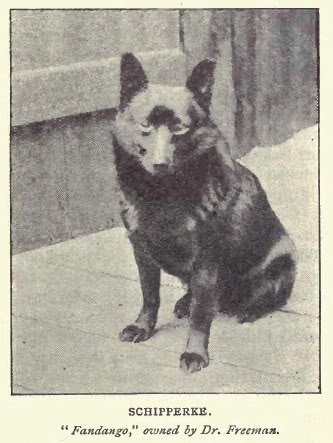
Schipperke del 1904.

La FCI (Federació Cinològica Internacional) no el va reconèixer com a raça fins al 1960. És una raça molt poc coneguda arreu i molt poc comercialitzada fora dels Països Baixos, tret dels cossos de seguretat internacionals i els exèrcits, on comença a competir amb el Malinois. Sovint se'ls confon amb els pastors belgues, amb altres gossos de pelatge tigrat com els pitbulls o fins i tot amb els llops.

## Varietats
Existeixen tres variants de pèl, totes amb un color de capa (pelatge) semblant i amb la mateixa morfologia, molt semblants a les varietats del pastor belga. El color del pèl és tigrat. Quan es combina amb una base marró-grisosa, dona un conjunt tigrat daurat. També hi ha la combinació amb una base grisa, que dona un conjunt tigrat argentat. Aquests colors es reparteixen per tot el cos. A vegades apareix una "màscara" negra a la zona del musell que es pot estendre fins als ulls i les orelles, com en cas del pastor belga. Com que els pastors holandesos i els pastors belgues comparteixen un mateix origen, és possible que una parella de pastors holandesos tingui algun cadell amb els colors dels pastors belgues i a la inversa (com passa amb el pastor alemany de pèl curt, el de pèl llarg i el pastor blanc suís). Actualment s'està començant a seleccionar i popularitzar un tipus de pastor belga malinois de color negre, color molt habitual entre els pastors holandesos de pèl curt, sobretot en les línies de treball que no participen en concursos de bellesa, on l'estàndard acostuma a ser molt estricte. L'excés de pèl negre a la capa superior es considera un defecte.
Pèl curt
La més comuna entre els cossos de seguretat i les unitats canines d'arreu del món, la varietat de pèl curt habitualment treballa junt amb pastors belgues de la varietat Malinois amb qui són pràcticament idèntics en l'aspecte general, la morfologia i el comportament, llevat del color de la capa.
El pèl ha de tenir una llargada mitjana (ni massa curt ni massa llarg), ha de dibuixar bé el perfil del cos, les articulacions i la musculatura, ha de tenir una capa exterior de pèl dur i llis i una capa interior ben espessa de llana. S'han de distingir bé el collar (el pèl del voltant del coll, sobretot en la varietat de pèl llarg, sembla com si dugués una mena de "collarí" de pèl més llarg i espès i recorda lleugerament la crinera dels lleons mascles adults), els "pantalons" i la cua sense serrell, tot i que és possible trobar exemplars amb un serrell curt a la cua (igual que a la part posterior de les cuixes del darrere).
Pèl llarg
Té els mateixos colors que el de pèl curt i el de pèl dur, tigrat amb variants del color clar,0 des d'un ros clar quasi blanc (argentat) fins a un marró vermellós tipus teula (daurat), tot i que la llargada del pèl desdibuixa les franges de colors. El pèl és llarg a tot el cos, també ha d'estar ajustat al cos (dibuixant-ne la forma) i ha de ser llis, gruixut i una mica aspre al tacte, no ha de fer onades ni estar rinxolat enlloc. Té una capa espessa de llana a sota, excepte al cap. El pèl és molt abundant, sobretot a les zones del cap, de les orelles, del coll, de la cua i de les extremitats; en aquestes zones (excepte al coll i a la cua) el pèl és més curt. Les celles han de ser espesses i veure's bé, però no han de ser gaire llargues ni sobresortir del crani en excés i els llavis han d'estar coberts pel pèl de la cara. Al darrere de les potes del davant té una mena de serrells (anomenats "plomatge") que s'escurcen de llargada a mesura que s'aproximen als peus, i a les potes del darrere té una mena de "faldons" a la zona de les cuixes.
Pel que fa a les semblances amb el belga, és comparable als de pèl llarg, que en el cas del belga equivalen a dues varietats: el Groenendael, de color negre, i el Tervueren, de colors daurats i torrats amb màscara negra. En comparació amb els belgues d'exhibició i de concursos de bellesa té el pèl una mica més curt, com els belgues de pèl llarg originals o algunes línies de treball dels Groenendael i dels Tervueren.
Pèl dur
Té el color tigrat de la raça, però pel tipus de pèl sovint sembla un gos negre o gris fosc a simple vista i si no s'observa de prop. El pèl és dur i ondulat, similar al d'alguns terriers anglesos, com el Lakeland. Sota aquest pèl dur té una espessa capa de llana que li protegeix tot el cos (excepte el cap). El pèl no és gaire llarg i queda ajustat a la forma del cos; és més curt a la zona del crani i les galtes, mentre que els bigotis i la barba han de ser abundants i cobrir els llavis. Les parpelles queden ben dibuixades pel color i el pèl, així com les celles, però sense resultar grotesques.
S'assembla al pastor belga de pèl dur, anomenat Pastor belga laekenois.
NOTA: a la foto, el gos fosc és el pastor holandès de pèl dur i el gos de color canyella és un pastor belga laekenois.

## Altres característiques físiques
L'alçada, fins a la creu, varia entre els 58 i els 62 cm. Els mascles pesen uns 30 kg i les femelles uns 28, tot i que les mides varien especialment en les línies de treball, com en el cas dels pastors belgues. Les orelles són grans, les duen dretes i són molt mòbils, com les dels pastors alemanys, per exemple.

## Caràcter
L'estàndard de la raça el defineix com: afectuós, obedient, de tracte fàcil, despert, fidel i que s'hi pot confiar. També afegeixen que té una expressió intel·ligent i un caràcter vital.
El pastor holandès, com el pastor belga és un gos rústic, amb molta energia i que necessita molt d'exercici diari. Si se'l passeja sovint i s'hi juga pot ser un gos molt tranquil i molt adaptable, però la manca d'exercici el pot convertir en un gos avorrit i amb comportaments destructius. Necessiten uns amos ferms i enèrgics, que no siguin agressius, que els proporcionin un lideratge efectiu i decidit però sense gens de violència. Els pastors holandesos poden ser molt protectors amb les seves famílies. Acostuma a ser molt juganer i atent i tolerant amb la canalla.

## Activitats i capacitats

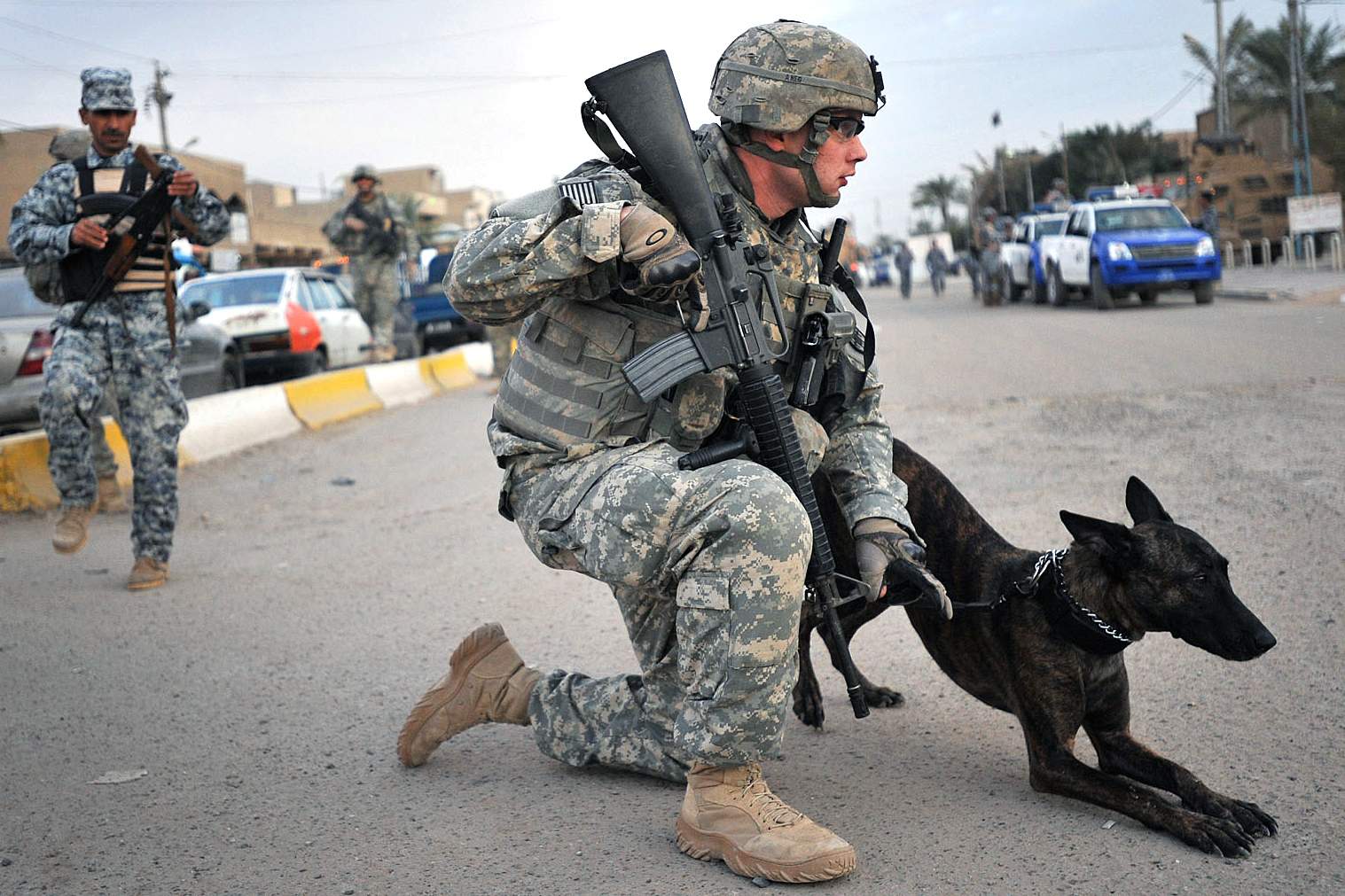
Pastor holandès de l'exèrcit dels Estats Units.

Els pastors holandesos, tant pel caràcter com pel físic, són uns gossos molt adequats per a fer qualsevol tipus d'activitat esportiva. Són gossos forts i resistents, s'adapten bé a quasi qualsevol clima, tot i que prefereixen els climes freds i temperats als càlids, i a quasi qualsevol situació. Igual que els belgues, són bons per a l'Agility i altres esports de caràcter lúdic, però també són molt adequats per a tasques de vigilància i defensa, per als cossos de salvament i de rescat, i per a les unitats canines tant dels cossos policials com dels militars.
També són molt adequats per a conduir ramats i per a les feines del camp, en el pasturatge normalment necessiten menys lideratge que d'altres gossos de pastor com el Border Collie que depenen força de l'amo però que són molt obedients, però sí més que el Gos d'Atura, que té un caràcter molt independent.
Pel que fa a les tres variants, la de pèl curt acostuma a ser la triada pels cossos de seguretat per la seva major vitalitat i energia, mentre que les altres dues (pèl llarg i pèl dur) es consideren més adequades per als esports i com a animal de companyia, perquè són una mica més reposades i més fàcils de tractar. Totes tres són adequades per al pasturatge.

## Salut

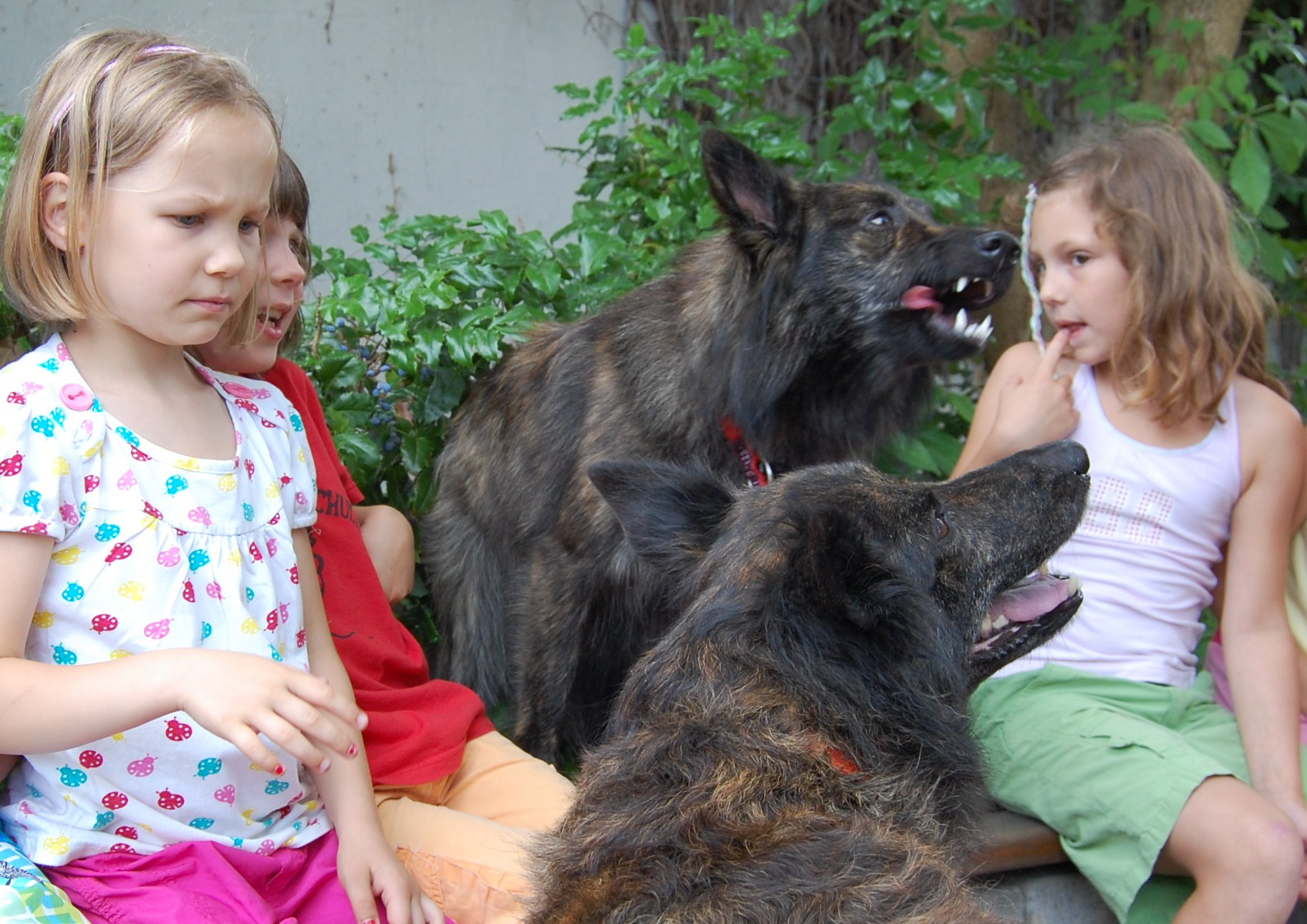
El pastor holandès pot ser un bon company a casa.

És un gos rústic que viu habitualment de 12 a 14 anys. És una raça sana, que s'ha criat pel treball i no per la bellesa, de manera que no pateix els problemes del pastor alemany. S'ha de vigilar, però, que no tingui problemes de displàsia de maluc canina inherents a les races grans i gegants, tot i que no és una tara habitual en aquesta raça. De totes maneres es recomana no forçar els cadells amb exercicis bruscos i salts, ja que abans de fer l'any poden causar problemes a les articulacions i als malucs.

## Fotografies

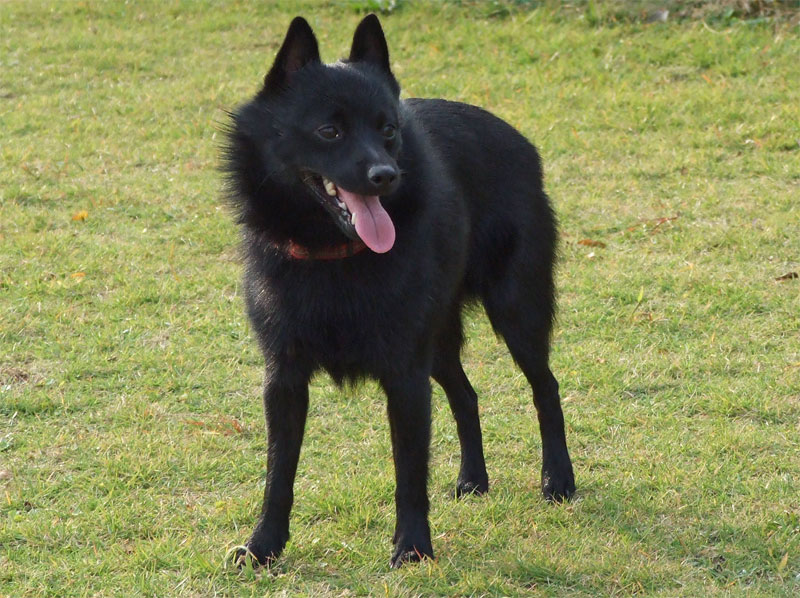
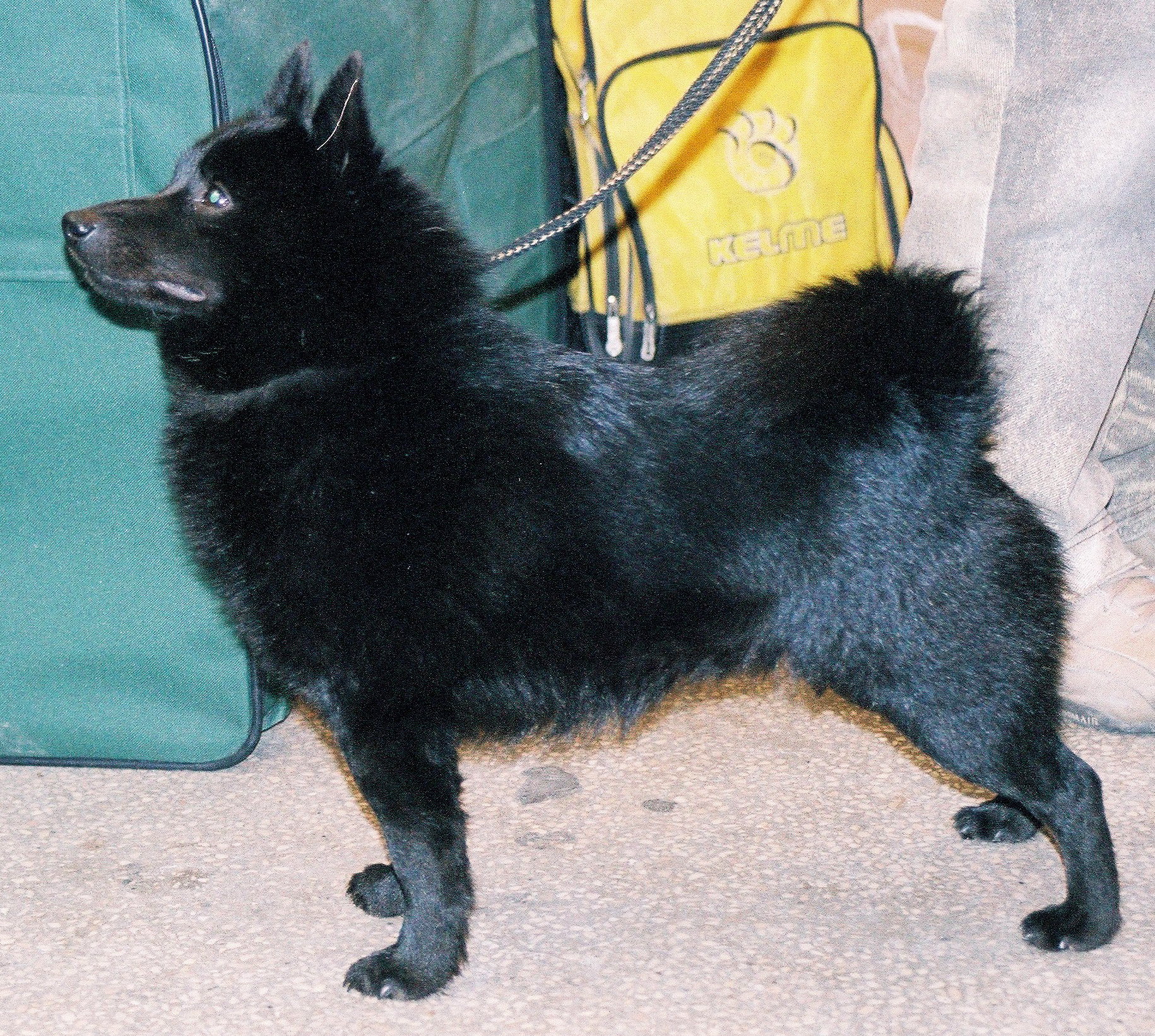
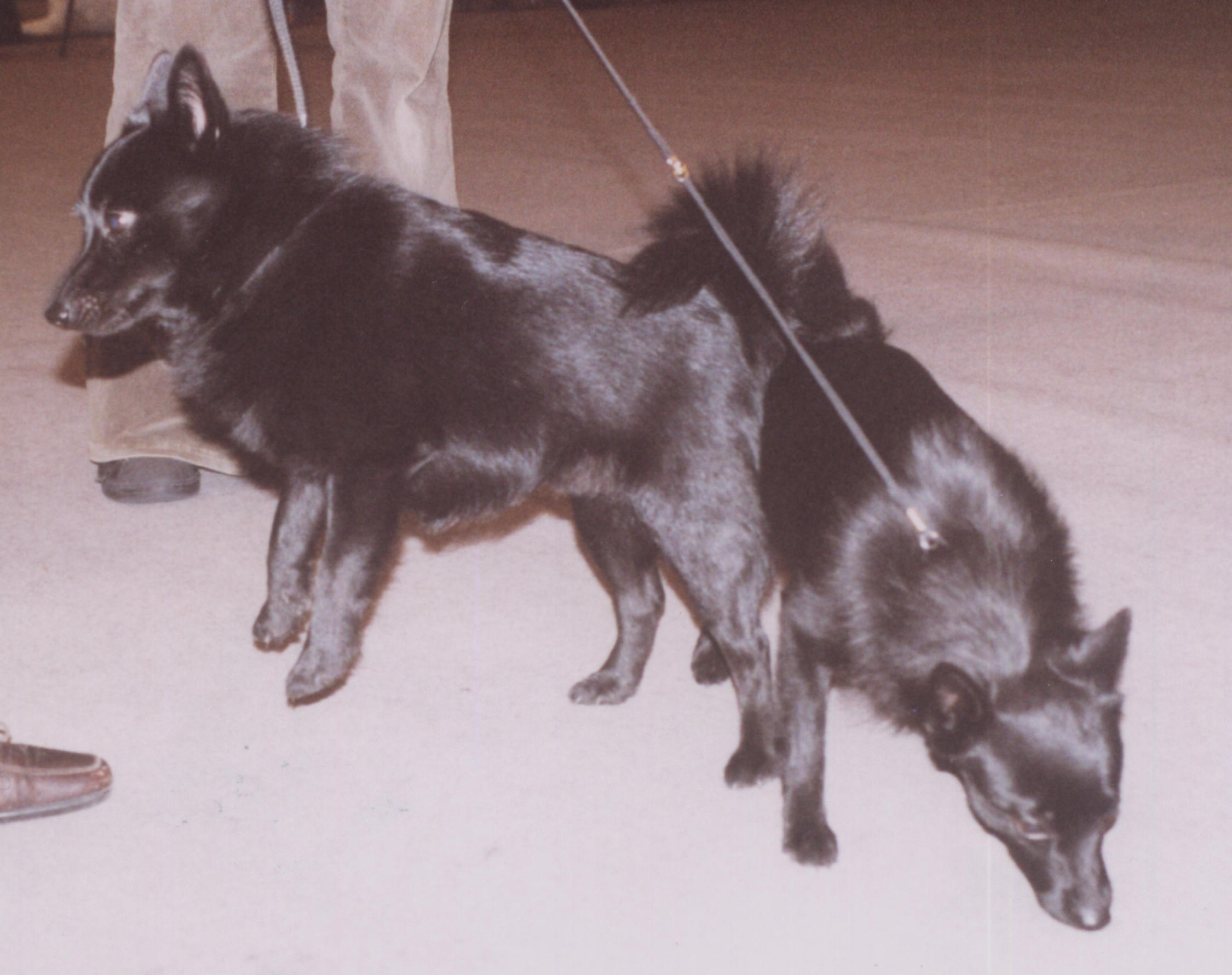

Recull de fotografies per a poder comparar les diferents variants de pastor holandès i per a comparar-les amb les altre dues races amb qui comparteixen avantpassats directes (els belgues i els schipperkes):
Pastor holandès
Pastor belga

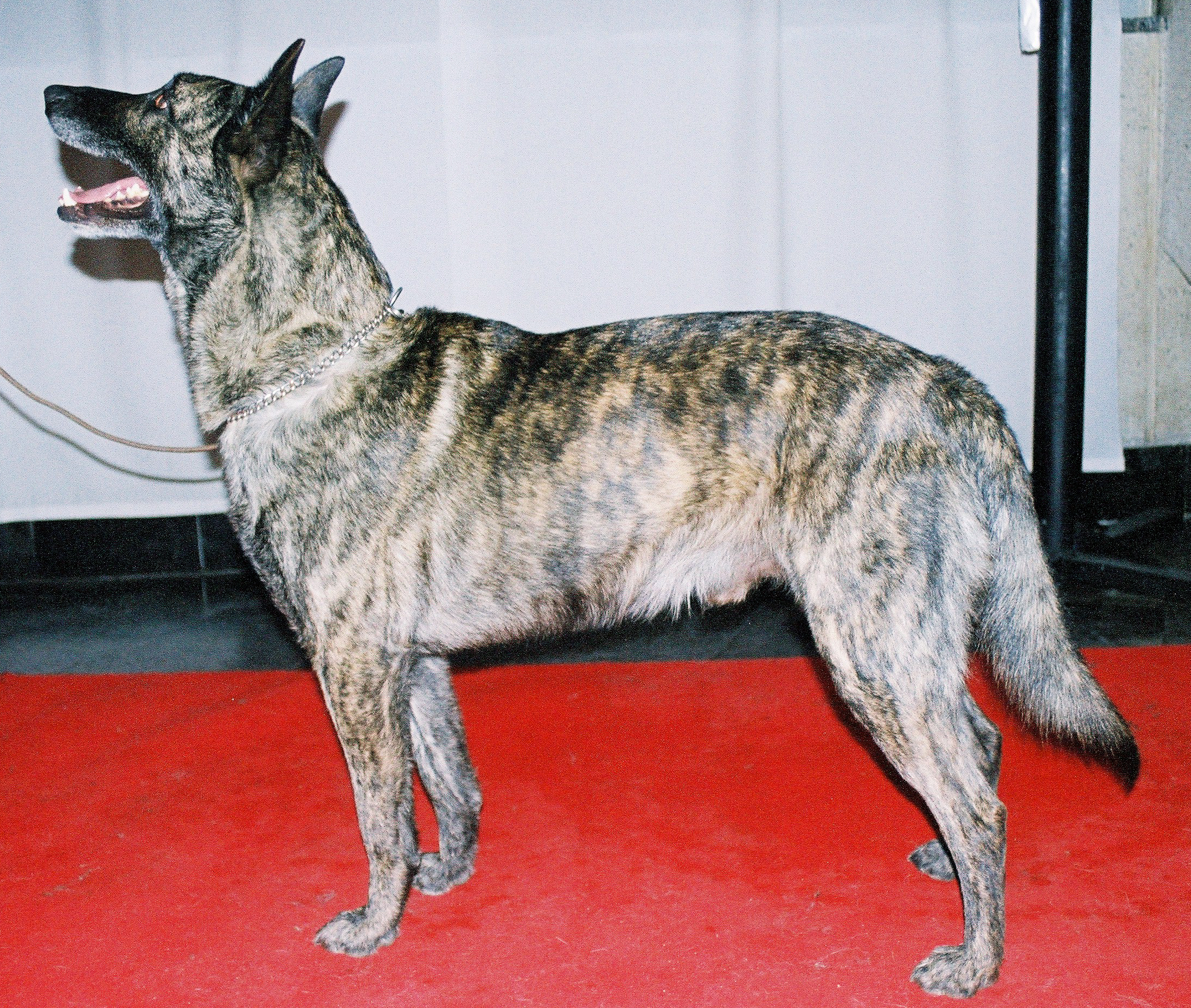
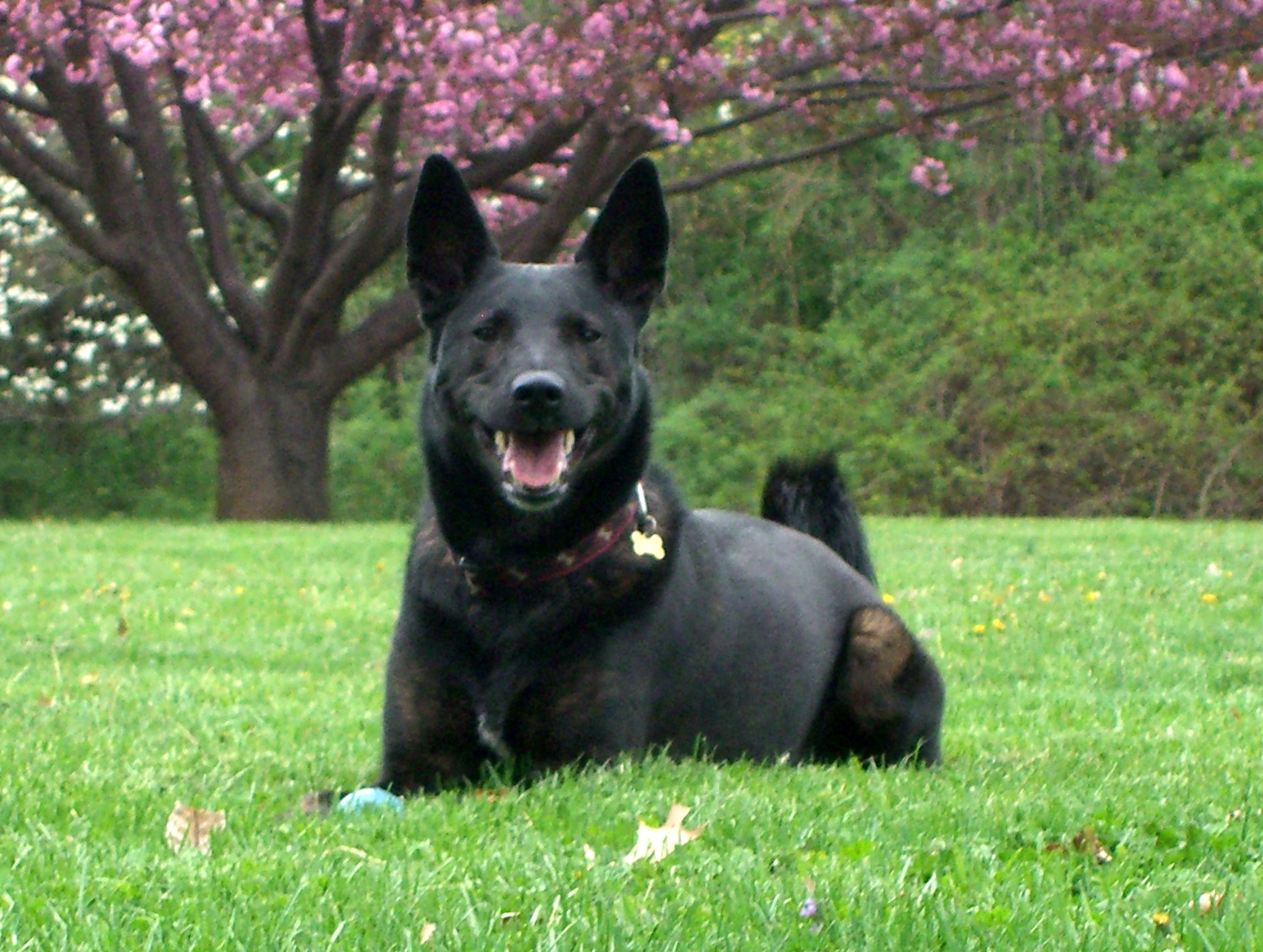
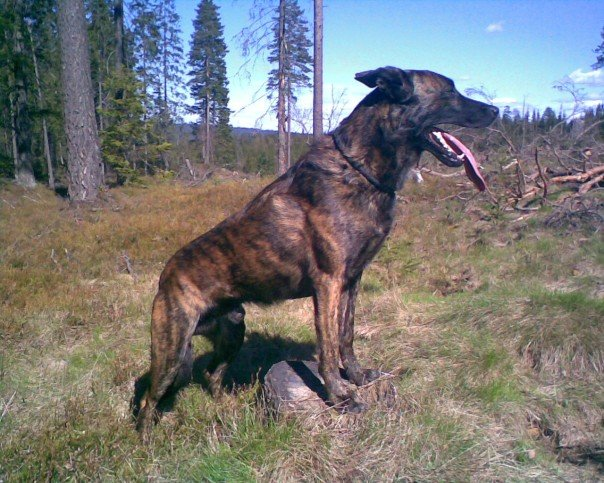
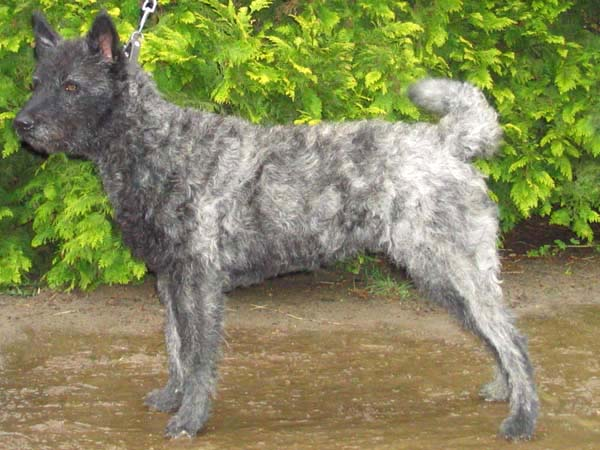

Hi ha quatre races de pastor belga. El de pèl curt i vermellós és el pastor belga malinois, el de pèl llarg i negre és el pastor belga groenendael, el de pèl llarg i vermellós és el pastor belga tervueren, i el de pèl dur i arrissat és el pastor belga laekenois:

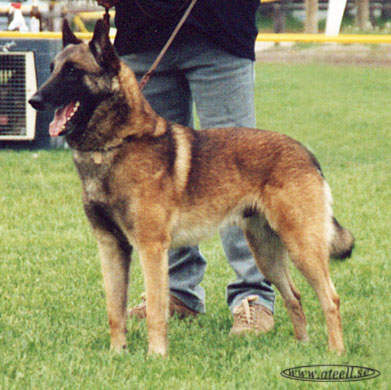
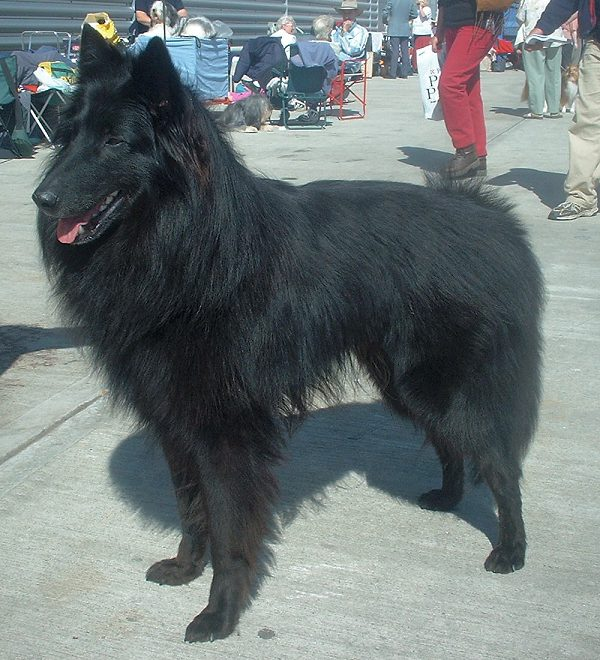
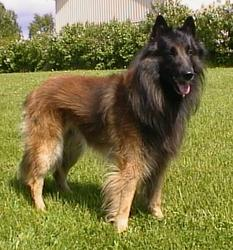
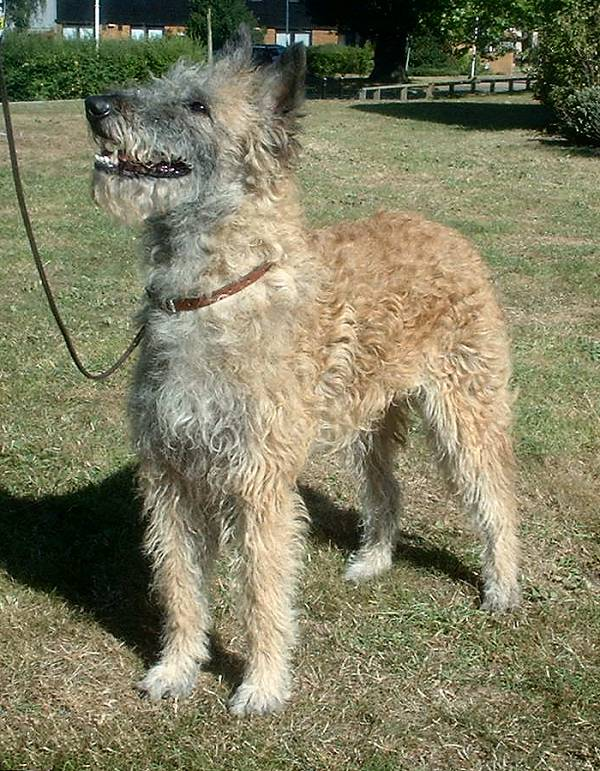

Schipperke